# صورت‌گری
صورت‌گری عبارت است از عدم بازنمایی مادی از هر دو جهان طبیعی و ماوراء طبیعی در فرهنگ های مختلف ، به‌ویژه در آیین توحیدی ابراهیمی.
این منع صورت‌گری ممکن است فقط از خدا و خدایان گرفته تا شخصیت های مقدس و حتی به همه موجودات زنده و هر آنچه وجود دارد گسترش یابد. این پدیده به طور کلی توسط سنت‌های مذهبی ممنوع می‌شود و به همین ترتیب به یک تابو تبدیل می شود.

## در اسلام
قرآن به صراحت ترسیم چهره های انسانی را منع نکرده است و این فقط بت پرستی را محکوم می کند.منع صورت‌گری در احادیث وجود دارد. از آنجا که این احادیث به وقایع خاصی از زندگی محمد گره خورده است ، لازم است تفسیر شود تا به هر روشی کلی اعمال شود. اهل سنت ، از قرن ۹ به بعد ، به طور فزاینده ای ممنوعیت‌های قاطع تولید و استفاده از هرگونه صورتگری موجودات زنده را ایجاد کرده‌اند. تفاوت هایی بین مدارس دینی وجود دارد و تفاوت های مشخصی بین شاخه های مختلف اسلام وجود دارد. صورت‌گری در میان بنیادگرایان فرقه اهل سنت مانند سلفی ها و وهابی ها (به‌صورت شمایل‌شکنی )، رایج است و در میان جنبشهای لیبرال در اسلام کمتر رایج است. شیعه و تصوف نیز دیدگاه سختگیرانه در مورد صورت‌گیری ندارند. در سطح فردی ، اینکه آیا مسلمانان به صورت‌گری اعتقاد دارند یا نه ، ممکن است به میزان اعتقاد به احادیث بستگی دارد.

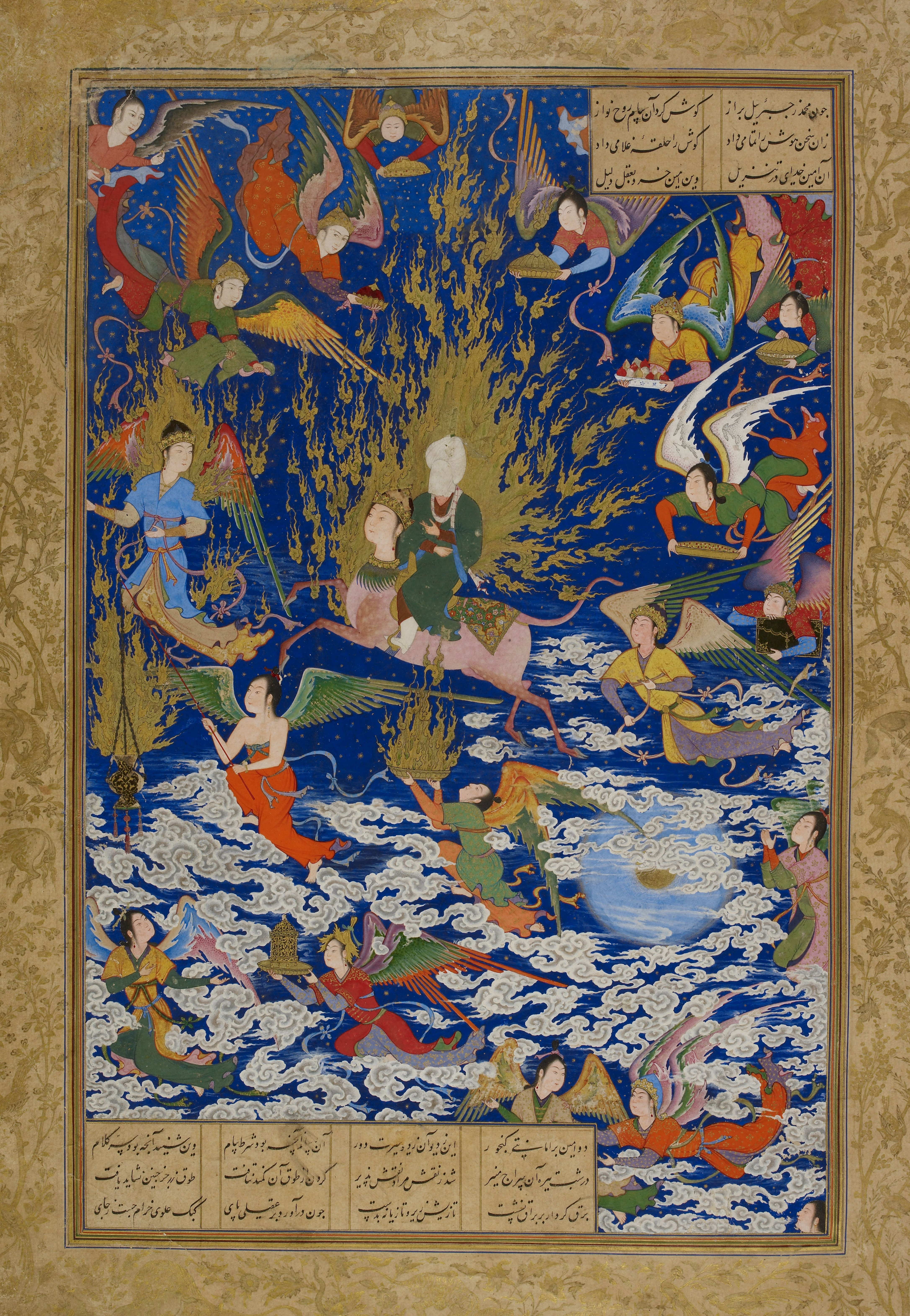
نقاشی مینیاتوری ایرانی از قرن شانزدهم میلادی ، به تصویر کشیدن محمد با چهره‌ای نورانی و در حال صعود با براق به آسمان‌ها ،(معروف به معراج).

### عمومی
- جک گودی ، نمایش ها و تناقضات: دوسوگرایی به سمت تصاویر ، تئاتر ، داستان ، آثار و جنسیت ، لندن ، ناشران بلکول ، 1997.شابک ‎۰۶۳۱۲۰۵۲۶۸ .

### اسلام
- تری آلن ، "صورت‌گری و نمایش فیگورال در هنر اسلامی" ، پنج مقاله درباره هنر اسلامی ، تصادفی (کالیفرنیا) ، سولیپسیست ، 1988.شابک ‎۰−۹۴۴۹۴۰−۰۰−۵
- (به فرانسوی) گیلبرت بوگ و ژان فرانسوا کلمنت ، L'image dans le monde arabe [تصویر در جهان عرب] ، پاریس ، انتشارات CNRS ، 1995 ،شابک ‎۲−۲۷۱−۰۵۳۰۵−۶
- (به آلمانی) Rudi Paret، Das islamische Bilderverbot und die Schia [منع اسلامی تصاویر و شیعه] ، اروین گروف (ویراستار) ، Festschrift Werner Caskel ، Leiden ، 1968 ، 224-32.